# ماريان سكوت (إحصائية)
ماريان سكوت (بالإنجليزية: Marian Scott)‏ هي إحصائية بريطانية، ولدت في 1950.